# Ciclosporina
A ciclosporina é uma droga imunossupressora, da classe dos inibidores de calcineurina, isolada do fungo Tolypocladium inflatum, habitante do solo. A ciclosporina suprime as reações imunológicas que causam rejeição de órgãos transplantados, reduzindo a probabilidade de rejeição, com a vantagem de não apresentar os efeitos colaterais indesejáveis de outras drogas usadas para esse fim. A ciclosporina tornou-se disponível em 1979, possibilitando o retorno às atividades de transplante anteriormente abandonadas. Como resultado do uso da ciclosporina, as cirurgias bem-sucedidas de transplantes tornaram-se corriqueiras.
Por muitos anos foi considerado medicamento de primeira escolha na linha terapêutica, mas, devido diversos eventos adversos, atribuídos ao seu uso, entre eles a hiperplasia gengival vem sendo substituida por outros medicamentos da mesma classe terapêutica, como tacrolimo.

## Mecanismo de ação
A ciclosporina é um imunomodulador específico com ação na inibição de linfócitos T.
Desde o início da década 1970, a ciclosporina teve indicação para tratamento da psoríase moderada a grave - doença sistêmica imunomediada - com excelentes resultados no controle clínico das lesões, sendo utilizado em doses baixas semanais e sem os efeitos tóxicos no fígado. É necessário controle com exames bioquímicos antes e durante o uso. Também é eficaz para alguns casos de artrite psoríasica, segundo consensos internacionais como do GRAPPA.

## Reações Adversas
- Nefrotoxicidade
- Hepatotoxicidade
- Neurotoxicidade
- Hipertricose
- Hiperplasia gengival
- Piora da hipertensão arterial sistêmica
- Náusea, vômito, diarreia e dor abdominal
- Anorexia
- Colite
- Hipomagnesemia
- Hipocalemia ou hipercalemia
- Hiperuricemia
- hipercolesterolemia
- Fraqueza muscular, cãimbras, miopatia, tremores e tonturas
- Cefaleia
- Parestesia
- Convulsões
- Confusão mental
- Fadiga
- Aumento de peso
- Dismenorreia ou amenorreia
- Ginecomastia
- Trombocitopenia
- Pancreatite
- Distúrbios linfoproliferativos e neoplasias

## História
O efeito imunossupressivo da ciclosporina foi descoberto em 31 de janeiro de 1972 por empregados da Sandoz (hoje Novartis) em Basileia, Suíça, em um teste de imunodepressão projetado e realizado pelo doutor Hartmann F. Stähelin.  O sucesso da Ciclosporina A na prevenção da rejeição de órgãos foi demonstrado em transplantes de fígado realizado pelo doutor Thomas Starzl, do Hospital da Universidade de Pittsburgh. O primeiro paciente, em 9 de março de 1980, foi uma mulher de 28 anos. O uso da Ciclosporina foi subsequentemente aprovado em 1983.